# Verbascum scamandri
Verbascum scamandri är en flenörtsväxtart som beskrevs av Svante Samuel Murbeck. Verbascum scamandri ingår i släktet kungsljus, och familjen flenörtsväxter. Inga underarter finns listade i Catalogue of Life.